# Union civique de l'Uruguay
Pour les articles homonymes, voir Union civique (Uruguay).
 (juillet 2023).
L'Union civique de l'Uruguay (Unión Cívica del Uruguay, UCU) était un parti politique uruguayen conservateur de tendance social-chrétienne, fondé en 1912. C'est l'ancêtre du Parti démocrate chrétien (PDC), créé en 1962. Deux scissions majeures, en 1966 et en particulier en 1971, lorsque le PDC rejoignit la coalition de gauche du Front large, affectèrent ce dernier, ce qui conduisit à la création de l'Unité radicale chrétienne, prédécesseur de l'actuelle Union civique (UC) fondée en 1980, sous la dictature militaire (1973-1985).

## Histoire
Le poète Juan Zorrilla de San Martín, protagoniste de la Révolution du Quebracho contre le régime militaire de Máximo Santos, a été l'un des fondateurs de l'UCU. Celle-ci obtint son premier député, élu à Montevideo, en 1920, avec Joaquín Secco Illa. L'UCU, qui était largement distancé par la mainmise du Parti colorado et du Parti blanco sur la politique uruguayenne, obtint ses meilleurs résultats électoraux aux élections de 1946, avec... 5,25 % des suffrages, ce qui lui permet d'avoir un sénateur élu, Dardo Regules, avec comme suppléant Juan Vicente Chiarino, ainsi que cinq sièges de député (Tomás Brena, Salvador García Pintos et Juan Vicente Chiarino à Montevideo, Horacio Terra Arocena à Canelones et Venancio Flores à Colonia).
L'Union civique est représentée en 1947 par Dardo Regules lors de la réunion de Montevideo, fondatrice de l'Organisation démocrate-chrétienne d'Amérique (ODCA), à laquelle participe notamment le futur président chilien Eduardo Frei Montalva.
Dans les années 1950, des jeunes de la Jeunesse démocrate chrétienne et du Mouvement social chrétien, menés par Juan Pablo Terra, tentèrent de moderniser l'UCU, qui se transforma en 1962 en Parti démocrate chrétien (PDC).
Une fraction du PDC fit scission en 1966, créant le Mouvement civique chrétien qui participa, sans succès, aux élections organisées la même année. Une nouvelle crise eut lieu en 1971, lorsque le PDC décida de participer à la coalition de gauche du Front large, menant à la scission d'un nouveau groupe qui créa l'Union radicale chrétienne, qui n'obtint guère de succès lors des élections de 1971. En 1980, en pleine dictature militaire (1973-1985), celle-ci se transforma en l'actuelle Union civique (UC).

## Source originelle
- (es) Cet article est partiellement ou en totalité issu de l’article de Wikipédia en espagnol intitulé « Unión Cívica del Uruguay » (voir la liste des auteurs).